# 丹麥海事博物館
丹麥海事博物館（丹麥語：M/S Museet for Søfart）是一座位於丹麥赫爾辛格的海事博物館。該館舍成立於1915年，其收藏品涵蓋15世紀至今的丹麥貿易和航運的相關文物與常設展覽。在2011年之前，該博物館被稱為貿易和海事博物館（丹麥語：Handelsog Søfartsmusee）
該博物館最初位於克隆堡。2013年，博物館搬進了由比亞克·英格爾斯集團(BIG) 設計的新地下館舍。

## 展覽
丹麥海事博物館展示了大量船舶模型、繪畫、照片和相關文物，展示了自拿破崙戰爭以來丹麥曾與中國和印度的貿易。特展則將以航海、救生艇、燈塔、造船和16世紀以來丹麥水手的生活作為主題。該博物館還收藏了數千幅畫作、33,000 多張照片，展示了自1880年以來幾乎所有的丹麥船舶資訊，以及一個藏書約20,000冊的圖書館供人閱覽。

## 新博物館
由比亞克·英格爾斯集團（BIG）設計的新博物館於2013年10月開放。位於前赫爾辛格港岸的旱塢，底下達7,600平方公尺（82,000平方英尺）的地下區域，館舍內部是由荷蘭建築師Kossmann.dejong設計，並配備了教學設施、工作坊和咖啡廳，並設有舉辦會議和文化活動場所。
在決定於地下建造前，BIG對於館舍的設計施加了高度限制，以保護附近克倫堡的觀景視野。旱塢長150公尺（490 英尺），寬 25公尺（82 英尺），深 9公尺（30 英尺），被證明是一個理想的選擇，但在建造博物館之前，則另進行加固舊碼頭牆壁在其外圍的工程。在規劃設計中，碼頭本身仍將是一個空曠的空間，遊客能夠從坡道和橋樑穿過通往博物館和展覽區。這設計的總體目的是讓博物館有一種置身為甲板的概念。
競賽評審團對該提議表示歡迎，並認為它將為丹麥創建一個世界級的海事博物館。海事博物館的新建計畫最終由11個基金會資助，建設工作於2008年9月開始，博物館最終於2013年10月5日對外開放參觀。

## 獎項
- Architizer A+獎[8]
- 2014年RIBA歐洲獎（英语：RIBA_European_Award）[9]
- 2014年世界建築節獎（英语：World_Architecture_Festival）（文化類）[10]
- 設計雜誌《FRAME（英语：Frame_(design_magazine)）》，將丹麥海事博物館的展覽列為10項最佳新展覽設計第二名。[11]

## 外部連結
- 官方網站 （页面存档备份，存于）